# Villalba del Rey
Villalba del Rey ist ein Ort und eine zentralspanische Gemeinde (municipio) mit nur noch 483 Einwohnern (Stand: 2024) im Norden der Provinz Cuenca in der Autonomen Region Kastilien-La Mancha. Villalba del Rey gehört zur Kulturlandschaft der Alcarria und der von einem anhaltenden Bevölkerungsschwund betroffenen Serranía Celtibérica.

## Lage und Klima
Villalba del Rey liegt auf der Westseite des Iberischen Gebirges in einer Höhe von ca. 790 m. Im Westen der Gemeinde liegt der Buendía-Stausee. Die Provinzhauptstadt Cuenca befindet sich gut 53 km (Fahrtstrecke) südöstlich. Das Klima im Winter ist gemäßigt, im Sommer dagegen warm bis heiß; die eher geringen Niederschlagsmengen (ca. 523 mm/Jahr) fallen – mit Ausnahme der nahezu regenlosen Sommermonate – verteilt übers ganze Jahr.

## Bevölkerungsentwicklung
| Jahr      | 1970 | 1981 | 1991 | 2001 | 2011 | 2021 |
| Einwohner | 1464 | 1060 | 804  | 690  | 586  | 492  |

Aufgrund der Mechanisierung der Landwirtschaft, der Aufgabe bäuerlicher Kleinbetriebe und des daraus resultierenden Verlusts von Arbeitsplätzen auf dem Lande ist die Einwohnerzahl der Gemeinde seit der Mitte des 20. Jahrhunderts stark rückläufig (Landflucht).

## Sehenswürdigkeiten

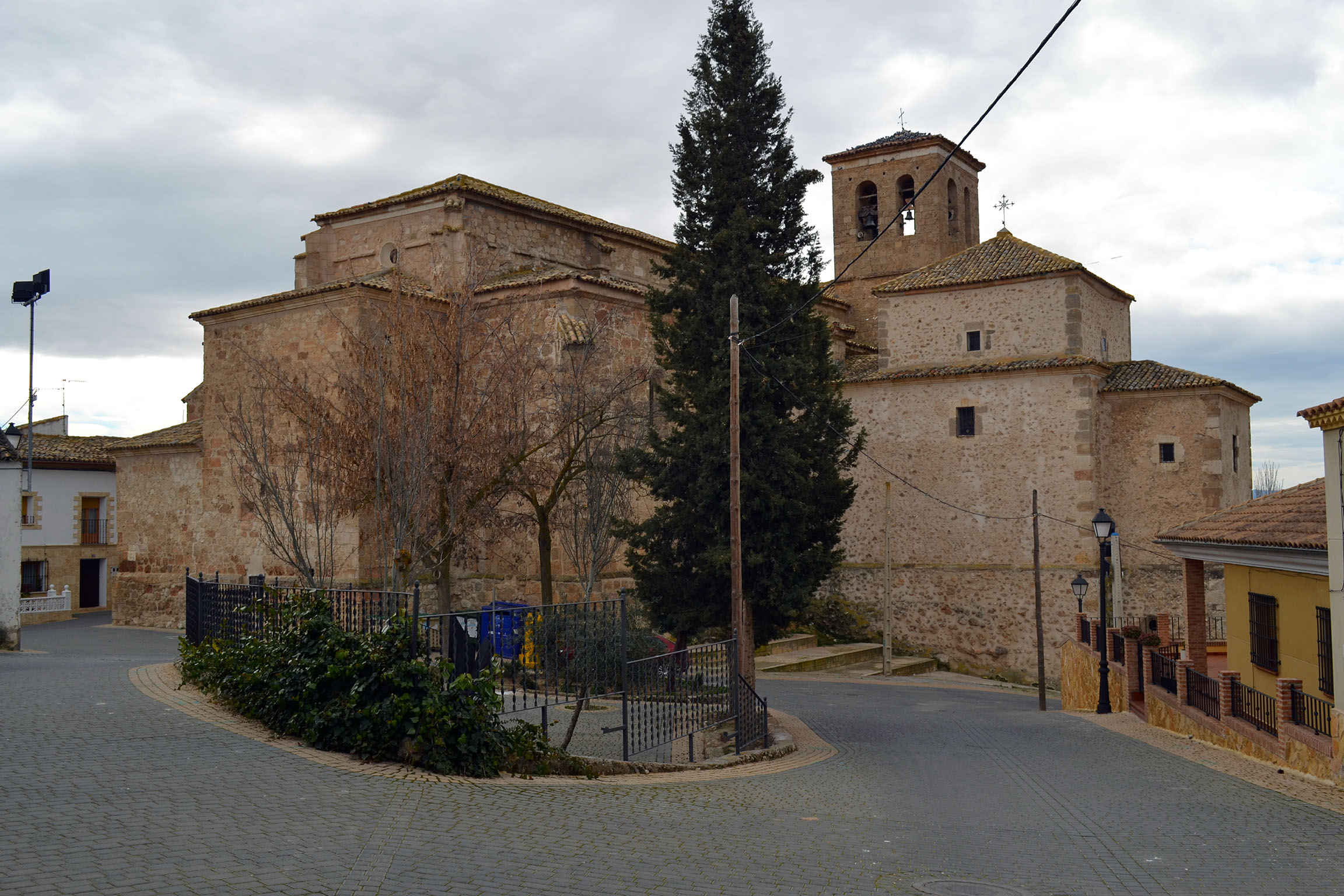
Kirche Mariä Himmelfahrt
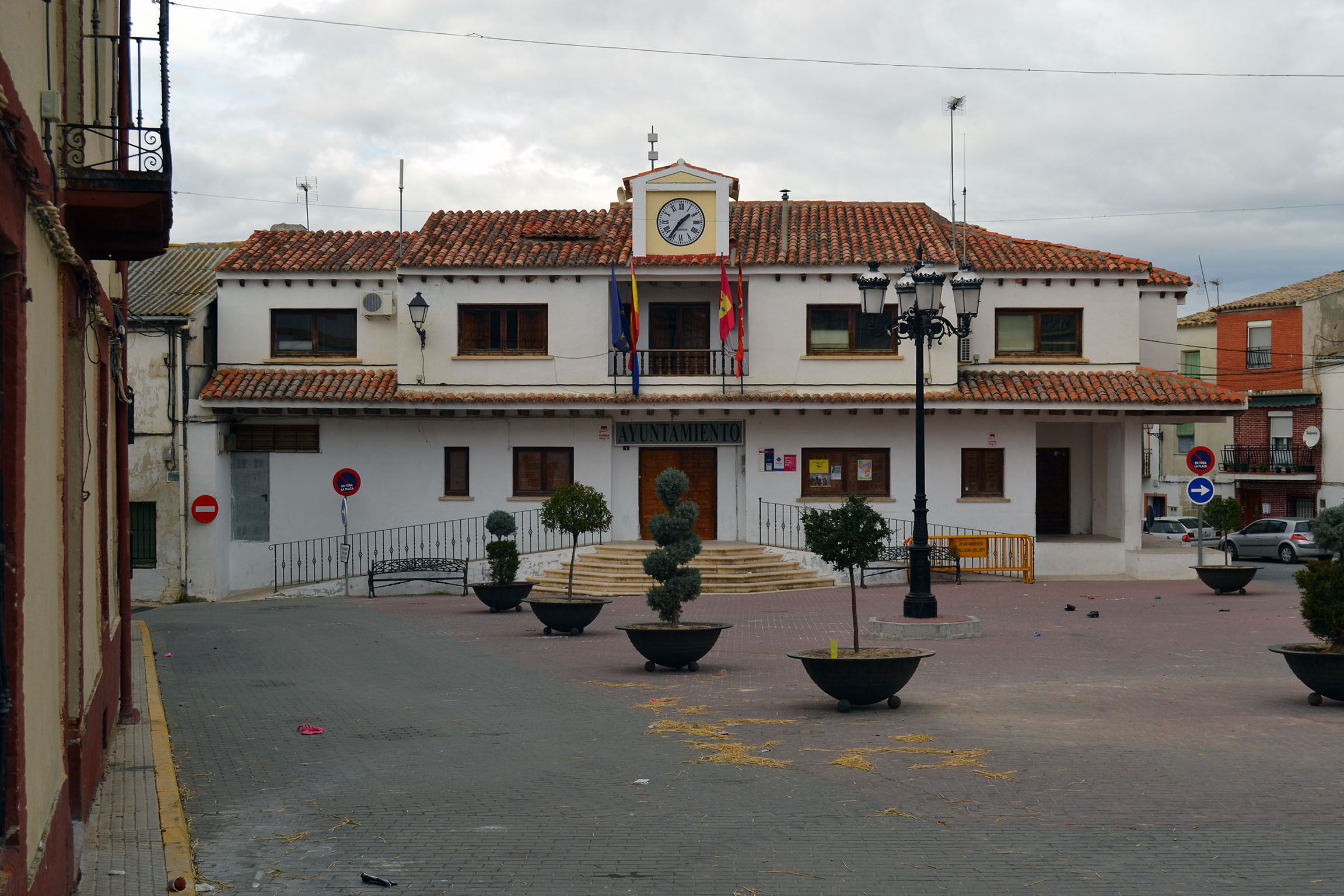
Rathaus

- Sebastianuskapelle
- Kapelle der Unbefleckten Empfängnis
- Isidorkapelle
- Christopheruskapelle
- Barbarakapelle

- Kirche Mariä Himmelfahrt
- Rathaus